# 雪球 (辛普森一家)
雪球，雪球二世，雪球三世，雪球四世／Coltrane以及雪球五世是5只虚构的猫。在电视剧《辛普森一家》中，它们是辛普森家的宠物。他们分别是：
- 雪球，一只过世的白色母猫，曾出现在一集闪回剧中，之后并有多次提到。
- 雪球二世，一只黑色母猫，在第一集中登场，直到在剧集“I, D'oh-Bot”中死去。
- 雪球三世，一只棕色公猫，只在剧集"I, D'oh-Bot"中出现过。
- Coltrane （又称雪球四世），一只白色公猫，毛发和巴特的很相似，只在剧集“I, D'oh-Bot”中出现过。
- 雪球五世，一只黑色母猫，最早在剧集"I, D'oh-Bot"中出现，并自从成为家中的新宠物。为了省去购买新宠物碟的钱，它被改名为雪球二世。

这些“雪球”们主要出现在背景当中，但也曾在几个剧集中有特别的叙述，其中包括“Old Yeller Belly”，“The Seven-Beer Snitch”以及上面提到的“I D'oh-Bot”。